# Romanswiller
Romanswiller est une commune française située dans la circonscription administrative du Bas-Rhin et, depuis le 1er janvier 2021, dans le territoire de la Collectivité européenne d'Alsace, en région Grand Est.
Cette commune se trouve dans la région historique et culturelle d'Alsace.

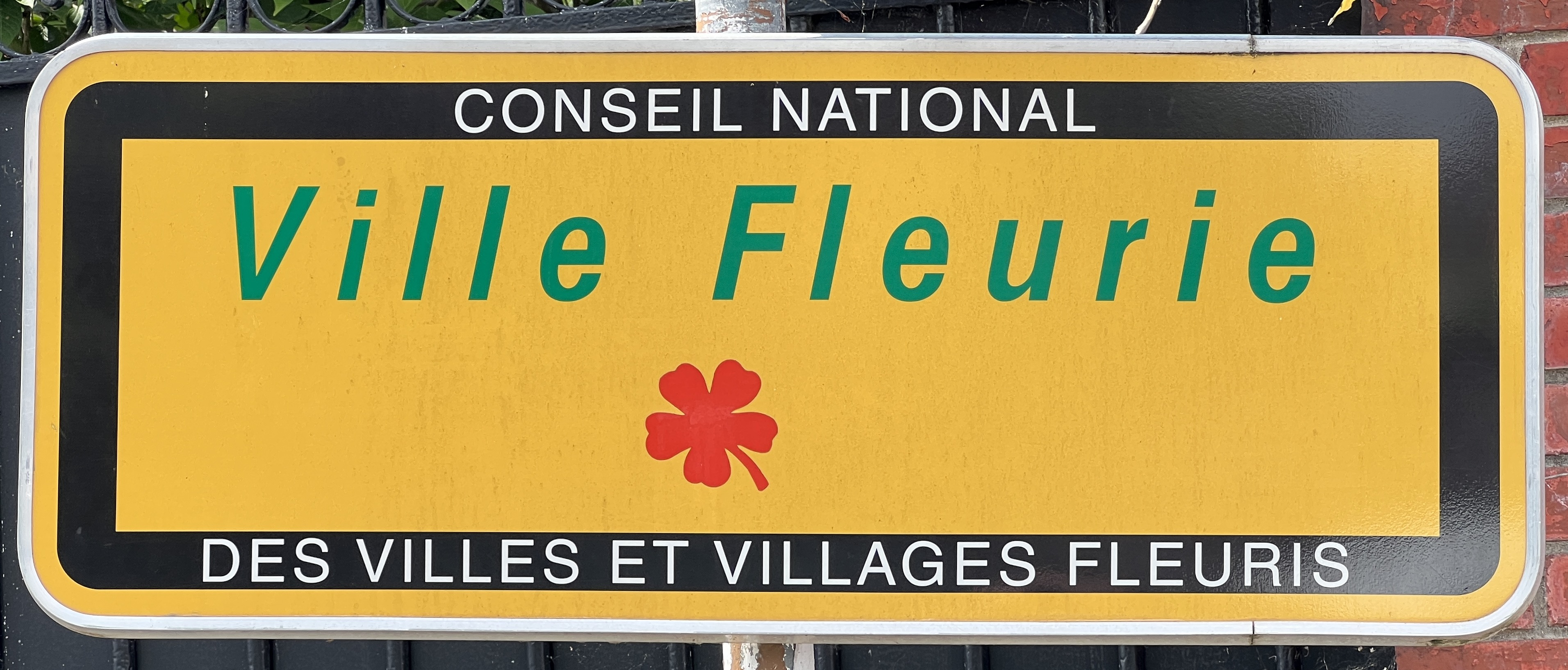
La récompense "Ville Fleurie", également connue sous le nom de "Villes et Villages fleuris, anciennement appelée concours, a été créée en 1959 en France pour promouvoir le fleurissement, l'environnement de vie et les espaces verts.

## Géographie
| Allenwiller           | Singrist     | Crastatt   |
| Birkenwald            | Romanswiller | Wasselonne |
| Wangenbourg-Engenthal | Cosswiller   |            |

### Hydrographie
La commune est dans le bassin versant du Rhin au sein du bassin Rhin-Meuse. Elle est drainée par la Mossig, le ruisseau de la Sommerau et le ruisseau le Ziegbach,.
La Mossig, d'une longueur totale de 33,1 km, prend sa source dans la commune de Wangenbourg-Engenthal et se jette  dans la Bruche à Avolsheim, après avoir traversé 13 communes. 

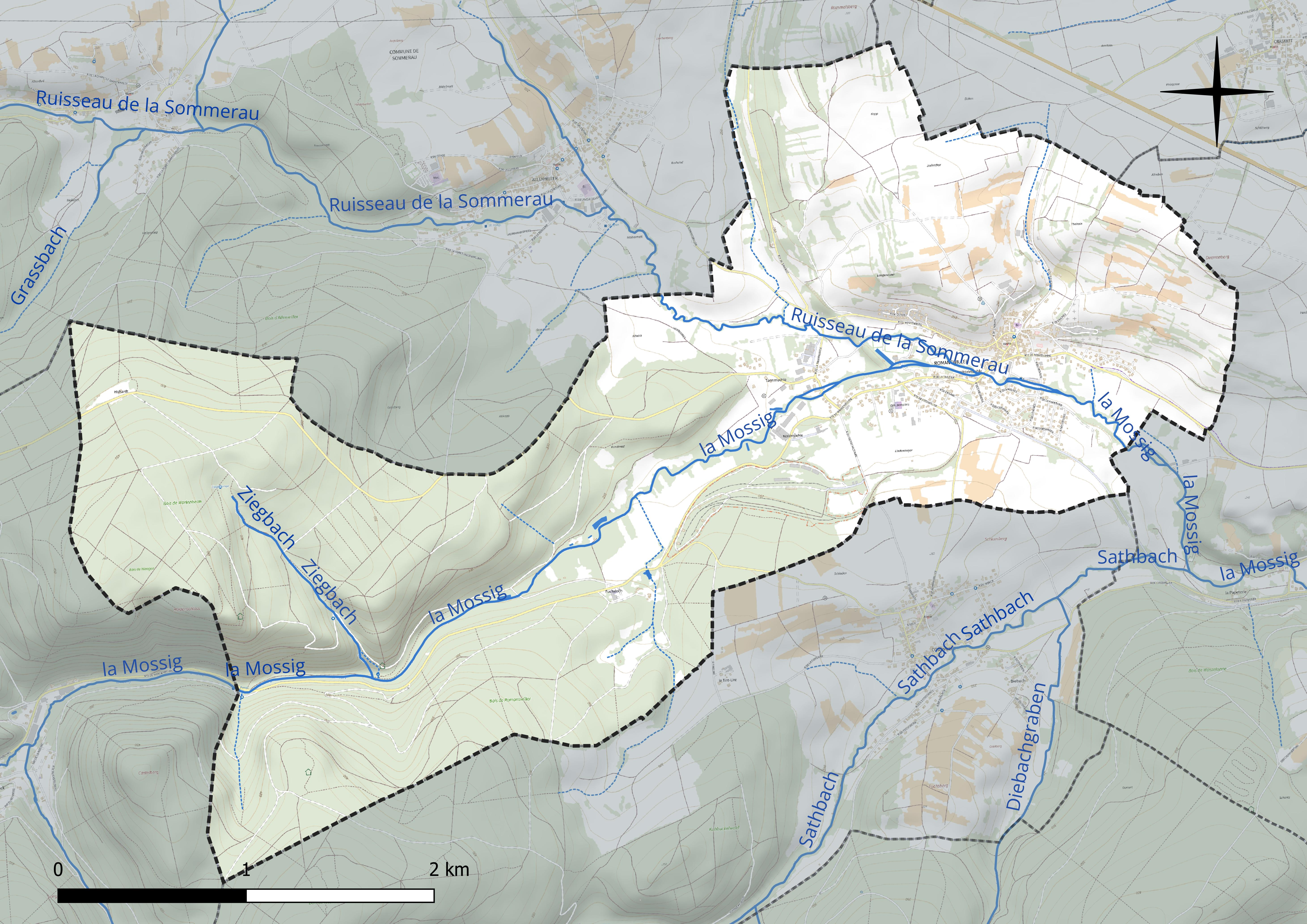
Réseau hydrographique de Romanswiller.

### Climat
Pour des articles plus généraux, voir Climat du Grand Est et Climat du Bas-Rhin.
En 2010, le climat de la commune est de type climat des marges montargnardes, selon une étude du Centre national de la recherche scientifique s'appuyant sur une série de données couvrant la période 1971-2000. En 2020, Météo-France publie une typologie des climats de la France métropolitaine dans laquelle la commune est exposée à un climat semi-continental et est dans la région climatique  Vosges, caractérisée par une pluviométrie très élevée (1 500 à 2 000 mm/an) en toutes saisons et un hiver rude (moins de 1 °C). 
Pour la période 1971-2000, la température annuelle moyenne est de 10,3 °C, avec une amplitude thermique annuelle de 17,3 °C. Le cumul annuel moyen de précipitations est de 807 mm, avec 10,3 jours de précipitations en janvier et 10,4 jours en juillet. Pour la période 1991-2020, la température moyenne annuelle observée sur la station météorologique de Météo-France la plus proche, « Wangenbourg_sapc », sur la commune de Wangenbourg-Engenthal à 8 km à vol d'oiseau, est de 9,9 °C et le cumul annuel moyen de précipitations est de 1 131,8 mm. 
La température maximale relevée sur cette station est de 36,4 °C, atteinte le 25 juillet 2019 ; la température minimale est de −16,9 °C, atteinte le 7 février 2012,,. 
Les paramètres climatiques de la commune ont été estimés pour le milieu du siècle (2041-2070) selon différents scénarios d'émission de gaz à effet de serre à partir des nouvelles projections climatiques de référence DRIAS-2020. Ils sont consultables sur un site dédié publié par Météo-France en novembre 2022.

## Urbanisme

### Typologie
Au 1er janvier 2024, Romanswiller est catégorisée commune rurale à habitat dispersé, selon la nouvelle grille communale de densité à sept niveaux définie par l'Insee en 2022.
Elle est située hors unité urbaine. Par ailleurs la commune fait partie de l'aire d'attraction de Strasbourg (partie française), dont elle est une commune de la couronne,. Cette aire, qui regroupe 268 communes, est catégorisée dans les aires de 700 000 habitants ou plus (hors Paris),.

### Occupation des sols
L'occupation des sols de la commune, telle qu'elle ressort de la base de données européenne d’occupation biophysique des sols Corine Land Cover (CLC), est marquée par l'importance des forêts et milieux semi-naturels (55,6 % en 2018), une proportion identique à celle de 1990 (55,6 %). La répartition détaillée en 2018 est la suivante : forêts (55,6 %), cultures permanentes (15,9 %), terres arables (9,7 %), prairies (8,5 %), zones agricoles hétérogènes (5,3 %), zones urbanisées (4,9 %). L'évolution de l’occupation des sols de la commune et de ses infrastructures peut être observée sur les différentes représentations cartographiques du territoire : la carte de Cassini (XVIIIe siècle), la carte d'état-major (1820-1866) et les cartes ou photos aériennes de l'IGN pour la période actuelle (1950 à aujourd'hui).

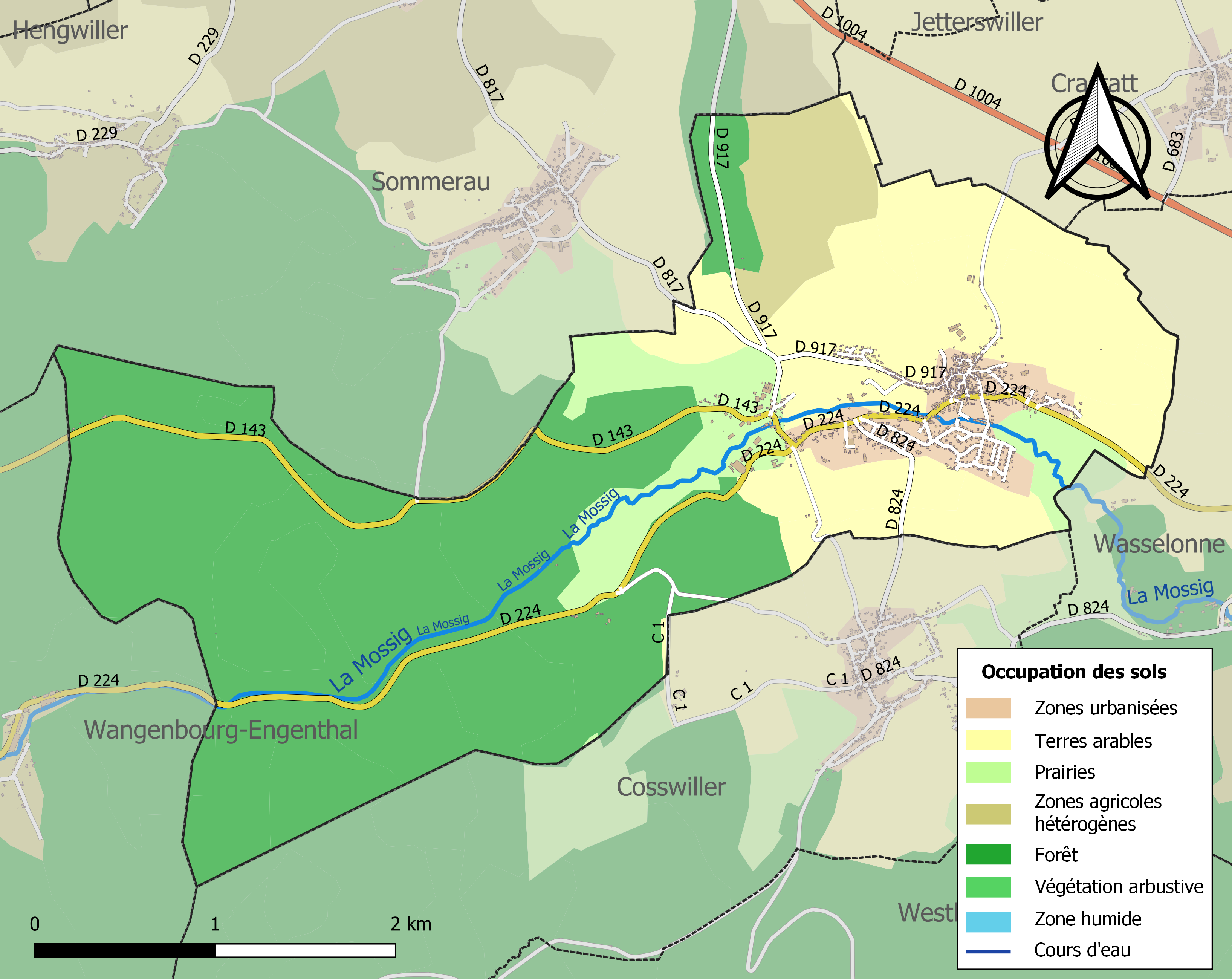
Carte des infrastructures et de l'occupation des sols de la commune en 2018 (CLC).

## Histoire

### Le Moyen Âge
Les six villages de Marlenheim, Kirchheim, Nordheim, Romanswiller, Cosswiller et Dahn relevaient directement de l’autorité de l’empereur romain germanique : c’était des Reichsdörfers, des villages du Reich.

### L'histoire moderne
L'hiver 1939-1940 fut particulièrement rude et provoqua des inondations dues à la fonte des neiges dans le village en janvier 1940.

### Héraldique
| Blason de Romanswiller | Blason  | D'or à la branche de chêne feuillée et fruitée de sinople. |
| Blason de Romanswiller | Détails |                                                            |

## Politique et administration
| Période                                  | Période                   | Identité                                         | Étiquette | Qualité |
| ---------------------------------------- | ------------------------- | ------------------------------------------------ | --------- | ------- |
| mars 2001                                | 2014                      | Jean-Marie Bodlenner                             |           |         |
| 2014                                     | En cours (au 31 mai 2020) | Dominique Hermann Réélu pour le mandat 2020-2026 |           |         |
| Les données manquantes sont à compléter. |                           |                                                  |           |         |

## Démographie
L'évolution du nombre d'habitants est connue à travers les recensements de la population effectués dans la commune depuis 1793. Pour les communes de moins de 10 000 habitants, une enquête de recensement portant sur toute la population est réalisée tous les cinq ans, les populations de référence des années intermédiaires étant quant à elles estimées par interpolation ou extrapolation. Pour la commune, le premier recensement exhaustif entrant dans le cadre du nouveau dispositif a été réalisé en 2007.

En 2022, la commune comptait 1 184 habitants, en évolution de −5,88 % par rapport à 2016 (Bas-Rhin : +3,17 %, France hors Mayotte : +2,11 %).
| 1793 | 1800 | 1806 | 1821  | 1831  | 1836  | 1841  | 1846  | 1851  |
| ---- | ---- | ---- | ----- | ----- | ----- | ----- | ----- | ----- |
| 818  | 792  | 917  | 1 072 | 1 182 | 1 168 | 1 050 | 1 212 | 1 123 |

| 1856  | 1861  | 1866  | 1871 | 1875 | 1880 | 1885 | 1890 | 1895 |
| ----- | ----- | ----- | ---- | ---- | ---- | ---- | ---- | ---- |
| 1 059 | 1 067 | 1 035 | 923  | 928  | 956  | 907  | 934  | 868  |

| 1900 | 1905 | 1910 | 1921 | 1926 | 1931 | 1936 | 1946 | 1954 |
| ---- | ---- | ---- | ---- | ---- | ---- | ---- | ---- | ---- |
| 840  | 876  | 815  | 753  | 848  | 853  | 880  | 843  | 792  |

| 1962 | 1968 | 1975 | 1982 | 1990  | 1999  | 2006  | 2007  | 2012  |
| ---- | ---- | ---- | ---- | ----- | ----- | ----- | ----- | ----- |
| 772  | 781  | 765  | 991  | 1 155 | 1 194 | 1 303 | 1 318 | 1 327 |

| 2017  | 2022  | - | - | - | - | - | - | - |
| ----- | ----- | - | - | - | - | - | - | - |
| 1 239 | 1 184 | - | - | - | - | - | - | - |

## Jumelages
- Saint-Front-de-Pradoux (France) depuis 1999.

## Lieux et monuments
- Église protestante[21] ;
- Église paroissiale Saint-Ostwald[22],[23] ;
- Synagogue, actuellement école de musique[24],[25] ;
- Mairie[26] ;
- Ancienne gare, Romanswiller était jadis sur la ligne de Sélestat à Saverne. La section de Molsheim à Saverne a été fermée au service voyageurs en 1969. La voie a par la suite été déposée et remplacée par une piste cyclable[27] ;
- Moulin dit « Schlossmühle », actuellement immeuble[28] ;
- Château[29] ;
- Ancien dépôt de munitions, construit en 1926 il pouvait accueillir une batterie d'artillerie lourde sur voie ferrée. Avant sa fermeture en 1986, il était géré par le 153e régiment d'infanterie de Mutzig[30]. Cette friche militaire a été achetée par la commune de Romanswiller.

Ancienne gare de Romanswiller.
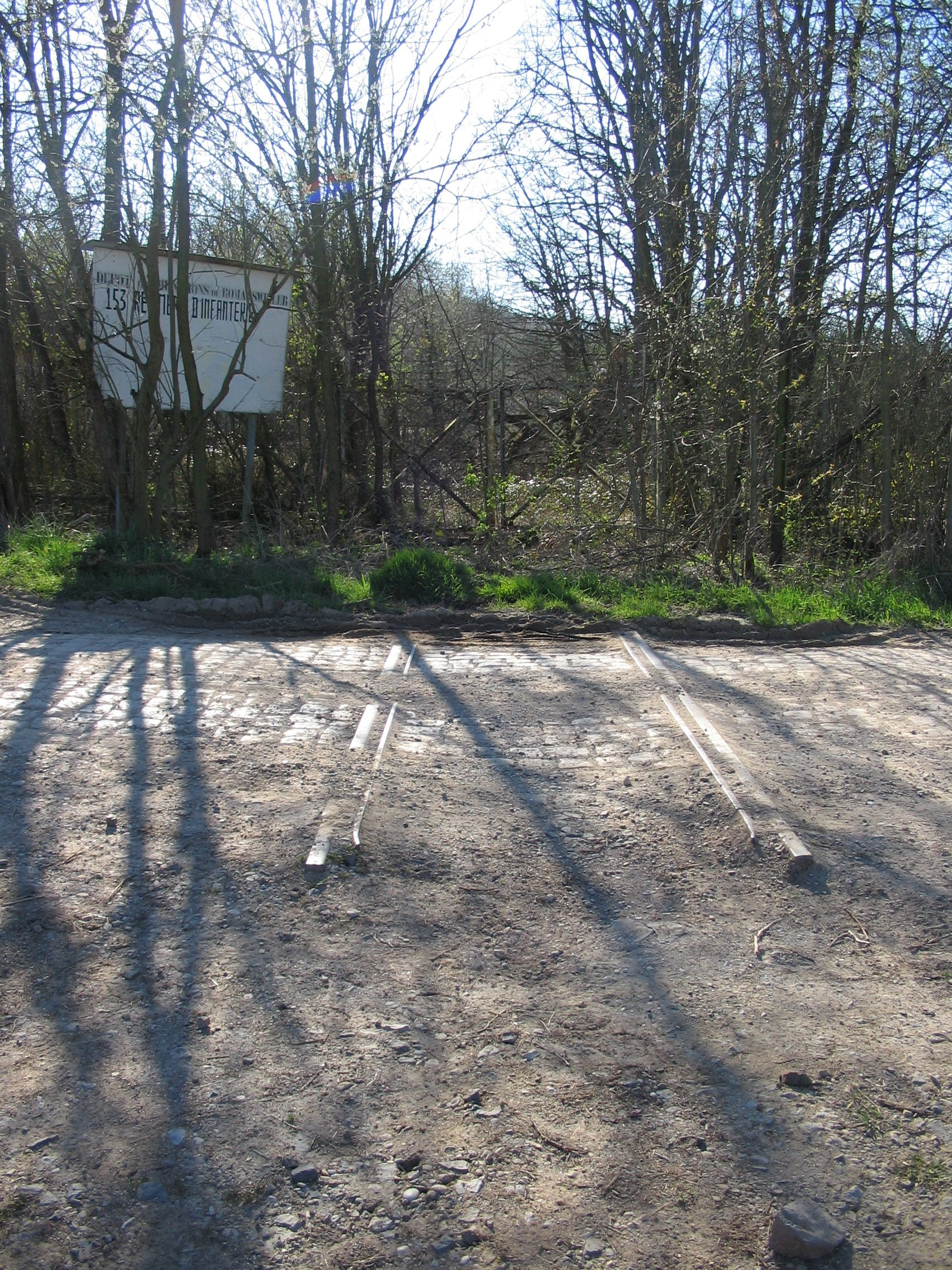
Ancienne voie ferrée militaire du dépôt de munitions.
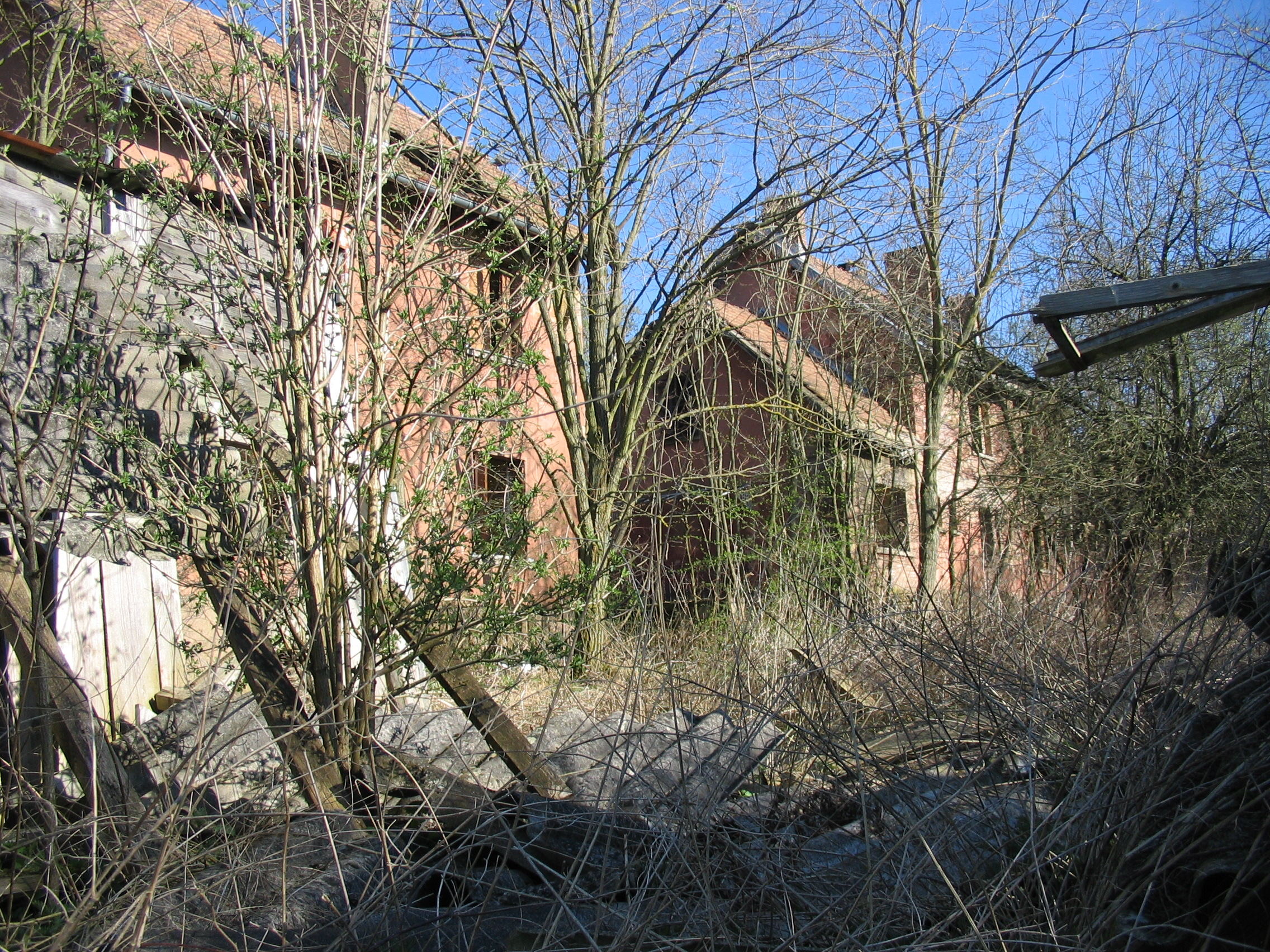
Bâtiments abandonnés dans l'ancien dépôt de munitions.

## Événements et fêtes à Romanswiller
- Le dernier week-end de juillet : Messti du village.

## Personnalités liées à la commune
- Jules Lunteschütz (1821-1893), artiste peintre.